# Grimes Golden
Grimes Golden es una variedad cultivar de manzano (Malus domestica).
Una variedad de manzana de la que se desconocen sus parentales de procedencia. Criado por Thomas Grimes en el condado de Brooks, Estado de Virginia Occidental (EE. UU.). Se conoció por primera vez en 1804. Las frutas tienen una pulpa crujiente, jugosa y de textura fina con un sabor dulce moderado. Tolera las zonas de rusticidad según el departamento USDA, de nivel mínimo de 5, y máximo de 8.

## Sinónimos
- "Doree de Grimes",
- "Grime's Golden",
- "Grime's Golden Pippin",
- "Grimes",
- "Grimes Goldapfel",
- "Grimes Golden Pippin",
- "Grimes Yellow Pippin",
- "Grimes' ",
- "Grimes' Golden",
- "Grimes' Golden Pippin",
- "Zolotoe Graima".[4][5]

## Historia
'Grimes Golden' variedad de manzana de la que se desconocen sus parentales de procedencia. Encontrado como plántula silvestre en la granja de Thomas Grimes en el condado de Brooks, Estado de Virginia Occidental]] (EE. UU.) y listado por A.J. Downing en el número de 1857 de su "Las frutas y árboles frutales de América" bajo el nombre de 'Golden Pippin de Grimes'. Spencer A. Beach, en "The Apples of New York" (publicado en 1905), sugiere que puede haberse originado durante la década de 1700 y dice que "la fruta del árbol original se vendió a los comerciantes de Nueva Orleans ya en 1805". Su ascendencia es oscura, ya que probablemente pasó desapercibida a partir de una semilla de manzana descartada.
'Grimes Golden' está cultivada en diversos bancos de germoplasma de cultivos vivos tales como en National Fruit Collection (Colección Nacional de Fruta) de Reino Unido con el número de accesión: 1921-089 y Nombre Accesión : Grimes Golden.

## Características
'Grimes Golden' árbol de porte extendido vigoroso, erguido. Fuerte tendencia al cuajado excesivo de frutos y debe entresacarse severamente para producir manzanas medianas a grandes. Portador temprano con inclinación a presentar vecería a menos que se aclare agresivamente cada año. Los Grimes más sabrosos se cultivan en climas más cálidos. Tiene un tiempo de floración que comienza a partir del 6 de mayo con el 10% de floración, para el 10 de mayo tiene una floración completa (80%), y para el 18 de mayo tiene un 90% de caída de pétalos.
'Grimes Golden' tiene una talla de fruto grande; forma redondo y con tendencia a ser ligeramente cónico con nervaduras visibles, con una altura de 64.03mm y una anchura de 71.91mm; con nervaduras de débiles a medias, y corona de media a fuerte; epidermis dura con color de fondo amarillo verdoso, amarillo dorado una vez madura, con sobre color ausente en una cantidad ausente, con sobre color patrón ausente aunque una ligera tendencia al "russeting", generalmente en un patrón de red destacadamente moteado con pequeños puntos blancos y algunas lenticelas de "russeting", "russeting" (pardeamiento áspero superficial que presentan algunas variedades) bajo; pedúnculo tiende a ser mediano y delgado y se coloca en una cavidad profunda, abierta y revestida de "russeting", como también es el caso de la mayoría de su progenie; pulpa jugosa, crujiente y tierna con un distintivo sabor ácido. Tiende a ser dulce. Presenta un carácter picante en el sabor con solo un toque de cilantro, esto falta en el Golden Delicious. Su alto contenido de azúcar la convirtió en una de las manzanas preferidas para hacer sidra dura en las montañas "Blue Ridge" de Virginia (EE. UU.). Se dora lentamente cuando se expone al aire.
Su tiempo de recogida de cosecha se inicia a principios de octubre. Se conserva bien hasta cuatro meses en cámara frigorífica.

## Progenie
'Grimes Golden' es el Parental-Madre, nuevas variedades de manzana:
- Yellospur
- Golden Delicious

'Grimes Golden' es el Parental-Padre, de nuevas variedades de manzana:
- Sinta

## Usos
Se usa más comúnmente para hacer sidra. Por sí sola, produce una sidra suave, dulce, ligeramente ácida y afrutada. Para la sidra dura, úsela como elemento dulce para mezclar con manzanas picantes y amargas. También se utiliza para hornear y mantiene su forma cuando se cocina.

## Ploidismo
Diploide. Auto estéril, aunque buena fuente de polen para variedades compatibles de su grupo. Grupo de polinización : D, Día de polinización: 12.

## Vulnerabilidades
Resistente al mildiu y susceptible a la sarna del manzano.